# Les Illusions de la mer
Les Illusions de la mer est un roman de Jean d'Ormesson publié le 1er janvier 1968 aux éditions Julliard.

## Résumé
Alors qu'il  se trouve sur un yacht, Philippe, le personnage principal livre ses réflexions, sur les invités présents à une fête donnée par Rose-Mary B.

## Divers
Dans un entretien donné pour Paris-Match, Jean d'Ormesson, répond qu'il s'agit d'un roman qu'il regrette avoir publié, déclarant « Je l'ai complètement loupé ». Dans 21 cm, il déclara que le livre est « infect » et fait empêcher sa réédition.

## Éditions
- Les Illusions de la mer, Le Livre de poche, coll. « Le Livre de poche » (no 4103), 1977 (1re éd. 1968), 349 p. (ISBN 978-2-253-00730-2)